# Walter Stimpel
Walter Stimpel (* 29. November 1917 in Oelsen; † 13. Januar 2008 in Karlsruhe) war ein Offizier der Luftwaffe der Wehrmacht und als Jurist langjähriger Richter am Bundesgerichtshof. Von 1978 bis 1985 war er dessen Vizepräsident.

## Leben
Walter Stimpel trat am 1. April 1936 in die Luftwaffe der Wehrmacht ein und wurde am 1. Januar 1938 zum Leutnant befördert. Am 1. Juli 1938 wechselte er zum Sturzkampfgeschwader 165, welches am 1. Mai 1939 in Sturzkampfgeschwader 77 umbenannt wurde. Dort erreichte ihn am 1. April 1940 seine Beförderung zum Oberleutnant. Mit diesem Geschwader nahm er am Überfall auf Polen, am Westfeldzug, der Luftschlacht um England und am Angriff auf die Sowjetunion teil. Am 13. November 1941 wurde er mit dem Deutschen Kreuz in Gold ausgezeichnet. Im Februar 1942 übernahm er die 6. Staffel des Geschwaders als Staffelkapitän und am 1. Juni 1942 erfolgte die Beförderung zum Hauptmann. Am 7. Juni 1942 wurde ihm das Ritterkreuz des Eisernen Kreuzes verliehen, bevor er im November 1942 an eine Luftkriegsschule wechselte. Ab 1. Juli 1943 übernahm er Aufgaben im Stab des Luftwaffenkommandos Südost auf dem Balkan, wo er am 1. Mai 1944 zum Major befördert wurde. Am 6. Dezember 1944 wurde er Luftwaffen-Verbindungsoffizier im Stab des Reichsführer SS, wo er auch das Kriegsende erlebt.
Nach dem Krieg war er zunächst Rat am Oberlandesgericht Braunschweig und ab 1961 Leiter des Landesjustizprüfungsamtes in Hannover. 1965 wurde er zum Richter am Bundesgerichtshofes berufen. Ab 1971 bis zu seiner Pensionierung im Jahre 1985 war er Vorsitzender des Gesellschaftsrechtssenats des Bundesgerichtshofes. Zwischen 1978 und 1985 war er Vizepräsident des Bundesgerichtshofes.
Ab 1981 war Walter Stimpel im Herausgeberbeirat der Zeitschrift für Wirtschaftsrecht (ZIP). 1989 erhielt Walter Stimpel eine Honorarprofessur an der Universität Heidelberg.
Er war der Vater des Mediziners Michael Stimpel.